# Vallée de Chauvry
Pour les articles homonymes, voir Chauvry (homonymie).

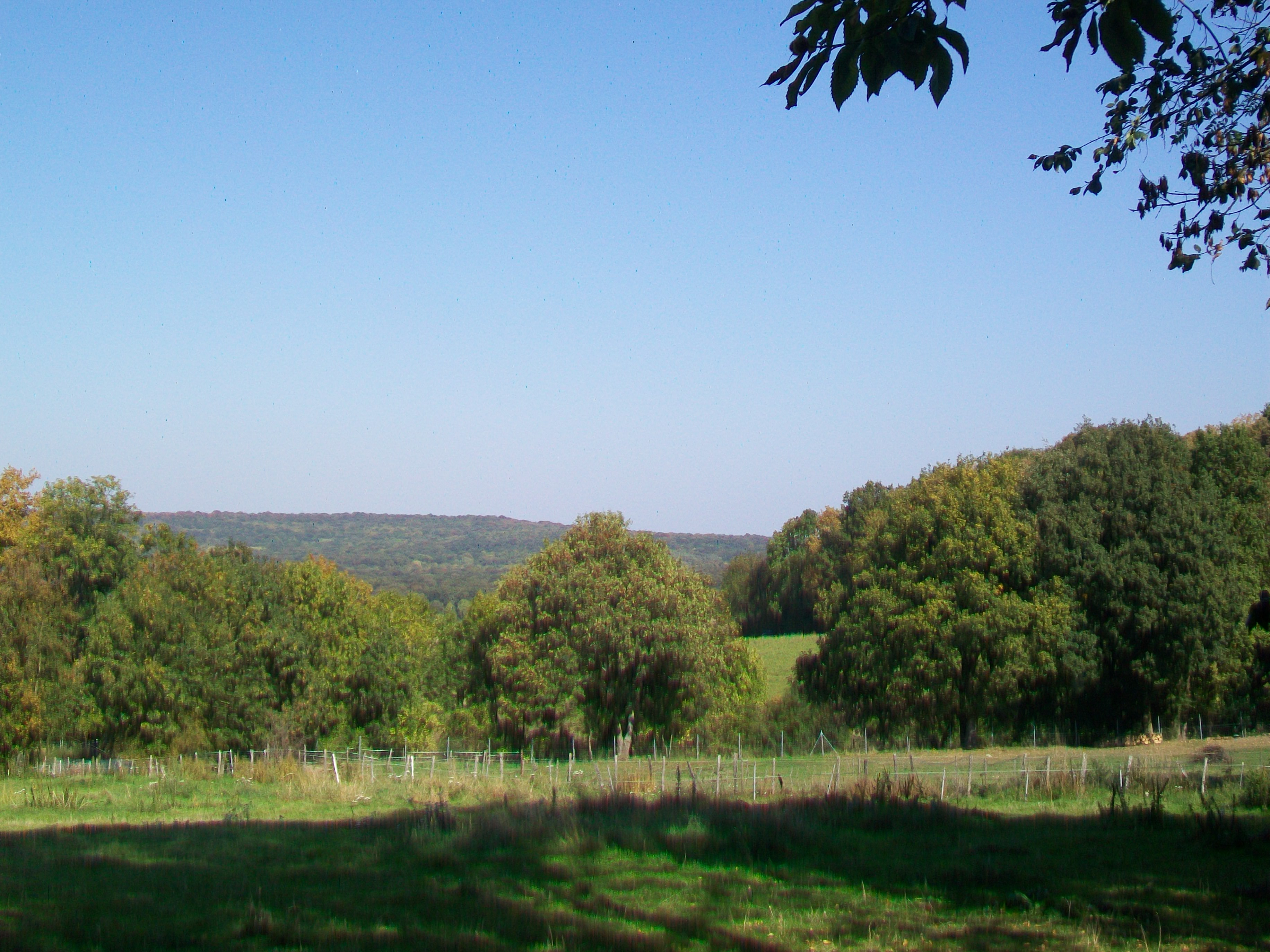
Vallée de Chauvry : vue sur la forêt de l'Isle-Adam depuis la lisière de la forêt de Montmorency, à Béthemont-la-Forêt.

La vallée de Chauvry est un site classé situé au centre du Val-d'Oise, entre les massifs forestiers de L'Isle-Adam au nord et de Montmorency au sud. L'abbaye du Val et le marais de Stors sont intégrés à ce site classé, situé dans le bassin versant du ru du Vieux Moutiers. La vallée est traversée par la Francilienne. La décision de classer ce site fait partie d'un plus vaste projet d'aménagement, de valorisation et de protection des paysages dans des zones où le développement urbain menace l'équilibre naturel.
Le marais de Stors, d'environ quarante hectares, a été acquis par l'Agence des espaces verts de la région d'Île-de-France en 2000 afin que sa protection soit assurée. Créé par et pour les cisterciens de l'abbaye du Val, les marais ont été en partie asséchés au XXe siècle et laissés à l'abandon depuis les années 1970. Classé comme ZNIEFF de type I, le marais abrite une riche variété de plantes et d'espèces animales rares dans la région. Il a fait l'objet d'un Arrêté préfectoral de protection de biotope de 1991 puis d'un classement dans le cadre de celui de la vallée de Chauvry dans son ensemble en 1994.